# George Reader
George Reader, né le 22 novembre 1896 à Nuneaton et mort le 13 juillet 1978, est un ancien footballeur, arbitre anglais de football et professeur des écoles. Il fut au départ arbitre de touche de 1936 à 1939, puis il devint arbitre principal de 1939 à 1950, et arbitre FIFA de 1946 à 1950. Il arbitra le match d'ouverture et la finale de la coupe du monde 1950, de plus, il est le premier arbitre anglais à arbitrer en coupe du monde.

## Carrière

### En tant que joueur
- 1919-1920 :  Exeter City FC
- Southampton FC
- Cowes Sports FC

### En tant qu'arbitre
Il a officié dans des compétitions majeures  : 
- JO 1948 (1 match)
- Coupe du monde de football de 1950 (3 matchs dont la finale)